# La Rogivue
La Rogivue (toponimo francese) è una frazione del comune svizzero di Maracon, nel Canton Vaud (distretto di Lavaux-Oron).

## Storia

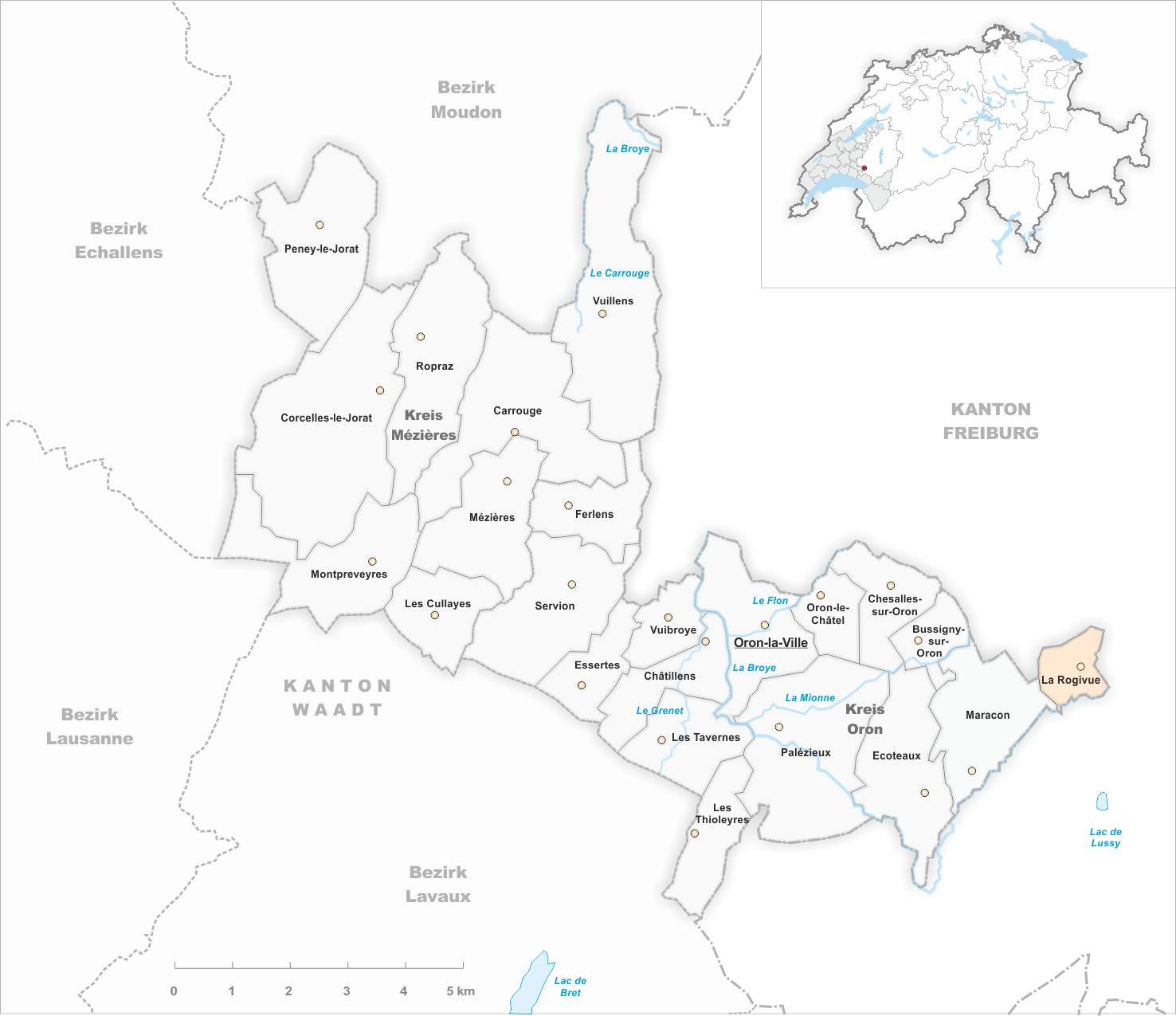
Il territorio del comune di La Rogivue prima degli accorpamenti comunali del 2003

Già comune autonomo istituito nel 1771 per scorporo da quello di La Rougève, apparteneva al distretto di Oron e si estendeva per 1,0 km²; nel 2003 è stato accorpato al comune di Maracon.

## Società

### Evoluzione demografica
L'evoluzione demografica è riportata nella seguente tabella:
Abitanti censiti

## Amministrazione
Ogni famiglia originaria del luogo fa parte del cosiddetto comune patriziale e ha la responsabilità della manutenzione di ogni bene ricadente all'interno dei confini della frazione.